# Valigia

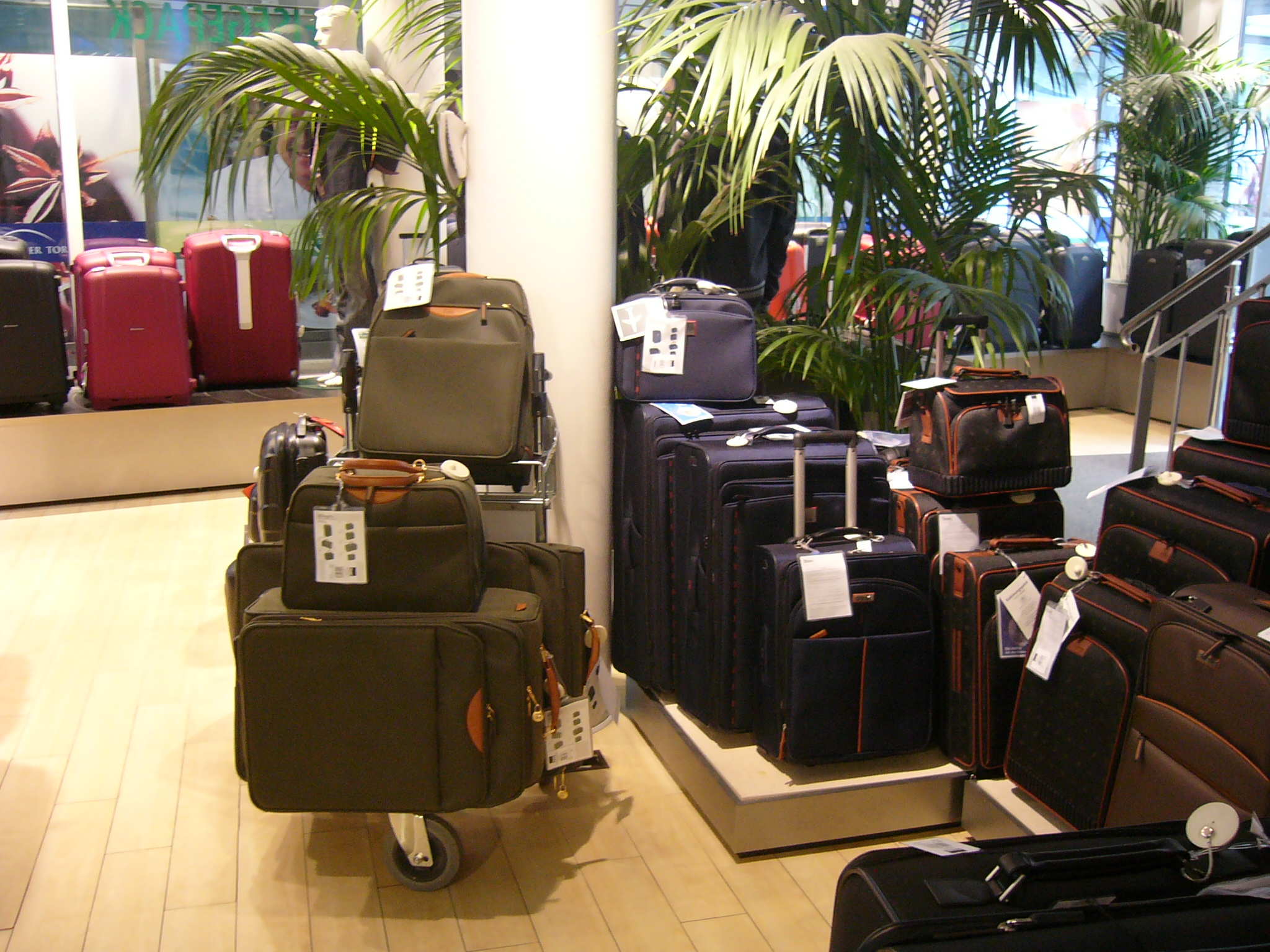
Valigie in un negozio

La valigia è un contenitore dotato di manici o maniglie che viene usato nei viaggi per contenere gli oggetti utili che non possono solitamente stare in una comune borsa, come i capi d'abbigliamento. Normalmente è fabbricata in cuoio, plastica o tessuto ed ha la forma di un parallelepipedo.

## Etimologia
La parola ha un'etimologia incerta: potrebbe derivare dall'arabo ualiha (sacco), dal latino vidulus (valigia, appunto) o dal tedesco felleisen (pelle d'animale). Quantunque sia comunemente accettato il termine "valige", il plurale corretto è "valigie".

## Storia

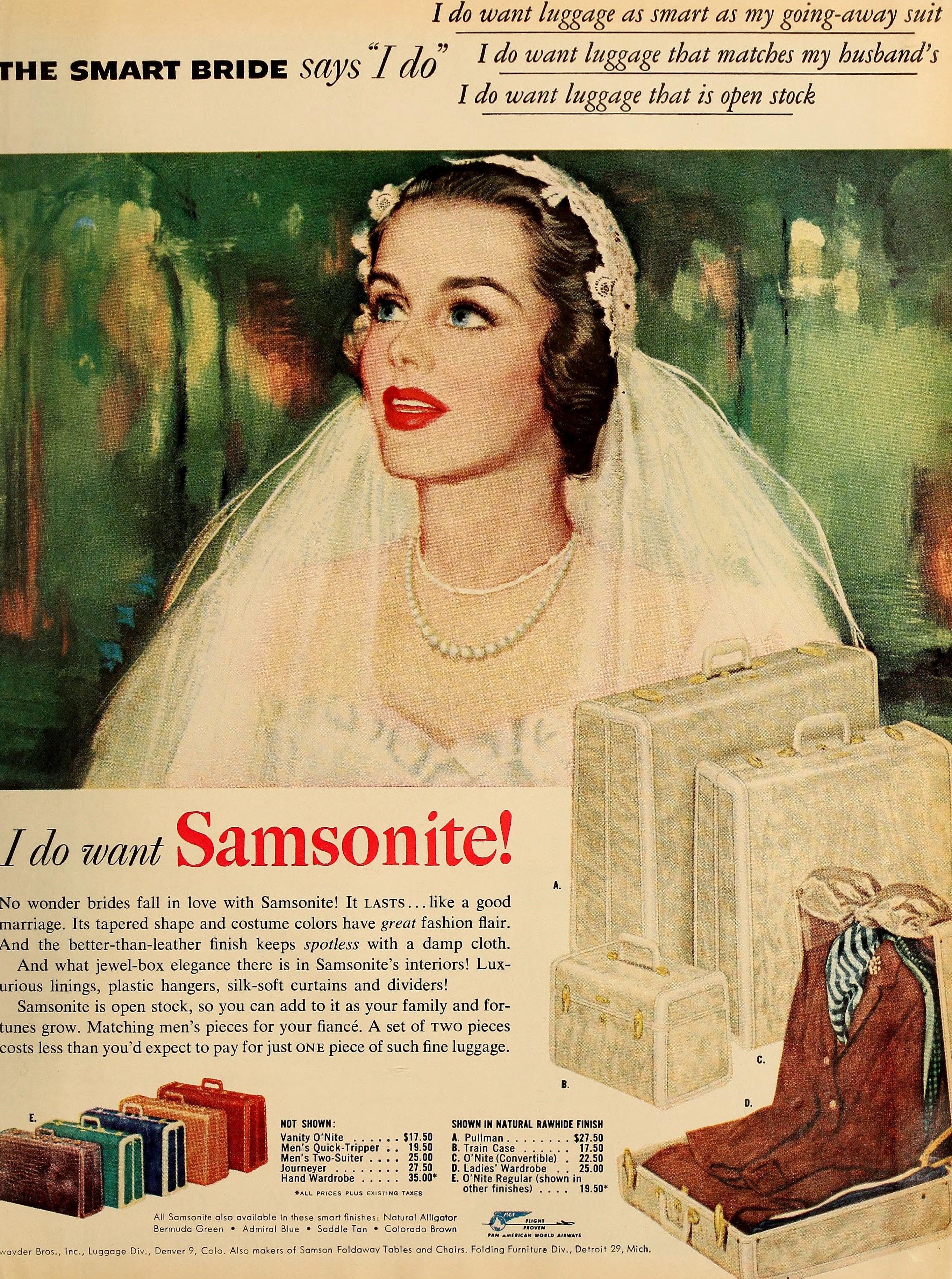
Pubblicità della valigia Samsonite, 1953

I Cavalieri Templari furono i primi a fare uso di bagagli su ruote: i soldati usarono le valigie su ruote per trasportare armature e altri oggetti già nel 1153 durante le Crociate. Nel 1596 il dizionario inglese di Oxford aggiunse la parola "bagaglio" ai suoi vocaboli. L'età dell'oro del bagaglio arrivò nel 19º secolo, quando i viaggi divennero parte dello status dei ricchi e dei potenti.
Una delle figure più importanti nell'innovazione del trasporto dei bagagli è stata Louis Vuitton, un produttore di bauli parigino che ha contribuito a creare uno dei marchi di lusso più conosciuti al mondo. L'uomo d'affari Jesse Shwayder tornò da New York nella sua città natale in Colorado per avviare una piccola attività con i suoi fratelli all'inizio del 1900. Essi aprirono un negozio nel 1910 producendo bauli con il nome di Shwayder Brothers, poi diventata nota come Samsonite. In un catalogo della United Company del 1911 circa il 40% delle pubblicità riguardava valigie.
Quando i bauli sono passati di moda, le valigie hanno assunto un significato non solo pratico ma anche culturale. Negli anni '20 le valigie erano presenti in libri come The Hardy Boys e film come The Woman in the Suitcase. Durante gli anni '70 c'è stato un aumento del numero di persone che viaggiavano in tutto il mondo e anche più donne che iniziarono a volare in aereo da sole. Man mano che gli aeroporti diventavano sempre più grandi, la necessità di bagagli su ruote aumentava.
Il primo brevetto per una valigia con ruote fu depositato da un inventore francese, Maurice Partiot, ex studente dell'Ecole Centrale, che all'epoca viveva negli Stati Uniti. Il brevetto fu registrato con il numero 2 463 713, brevetto dell'8 marzo 1949  (Fonte: US PATENT OFFICE, n° 2 463 713, "Wheeled Traveling Bag. Maurice Partiot, Inventore". Domanda del 25 febbraio, numero di serie 780 813. Confermato dagli avvocati Shames e Liberman). Ma la domanda non fu portata avanti dal suo inventore, per cui il brevetto decadde nel 1967 e poté quindi essere ripreso a livello commerciale.
Le valigie su ruote furono infine sviluppate nel 1970 da Bernard Sadow, che per primo brevettò i bagagli con ruote nel 1974. Quando negli anni 2000 sono entrate in vigore nuove restrizioni di peso per i bagagli da stiva, praticamente tutti i produttori di valigie hanno rilasciato nuovi modelli leggeri per rimanere competitivi. Questo tipo di valigie tendono ad essere verticali anziché orizzontali.

## Tipologie

### Ventiquattrore

Una valigia 24 ore

La ventiquattrore è una valigia di piccole dimensioni utilizzata per trasportare l'occorrente per un solo giorno (o comunque per un numero limitato di giorni). È molto diffusa in ambito lavorativo per trasportare carte di vario genere (ad esempio documenti). Ma anche oggetti personali come il telefono mobile o il computer portatile (se caratterizzati da dimensioni contenute).

### Trolley

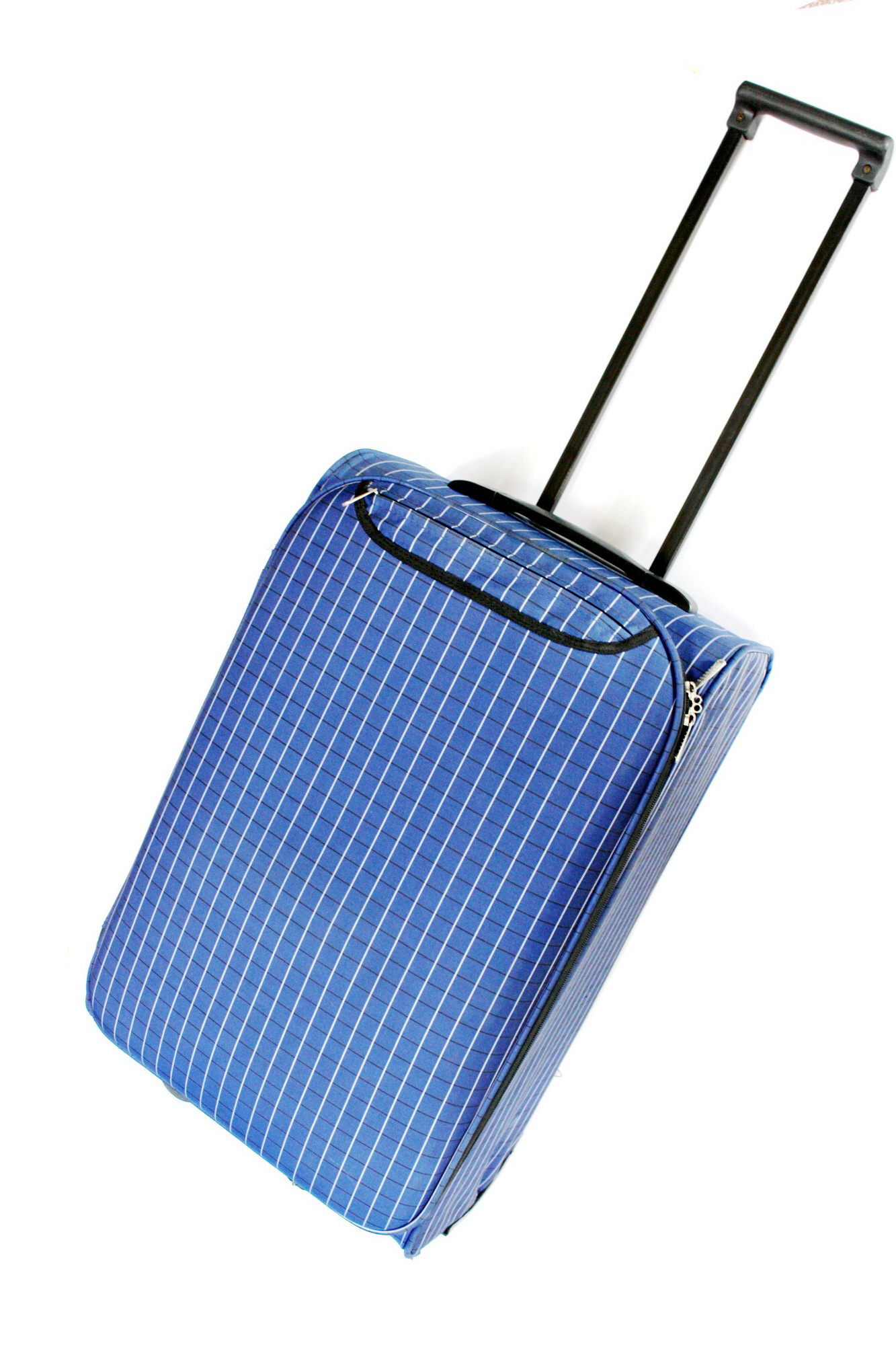
Un trolley

Il trolley è una valigia, di dimensioni medie o grandi, dotata di piccole ruote per facilitarne lo spostamento senza che ne sia necessario il sollevamento. Per facilitarne il trascinamento, spesso il trolley è dotato di una maniglia collegata ad un'asta telescopica estraibile.

### Beauty case

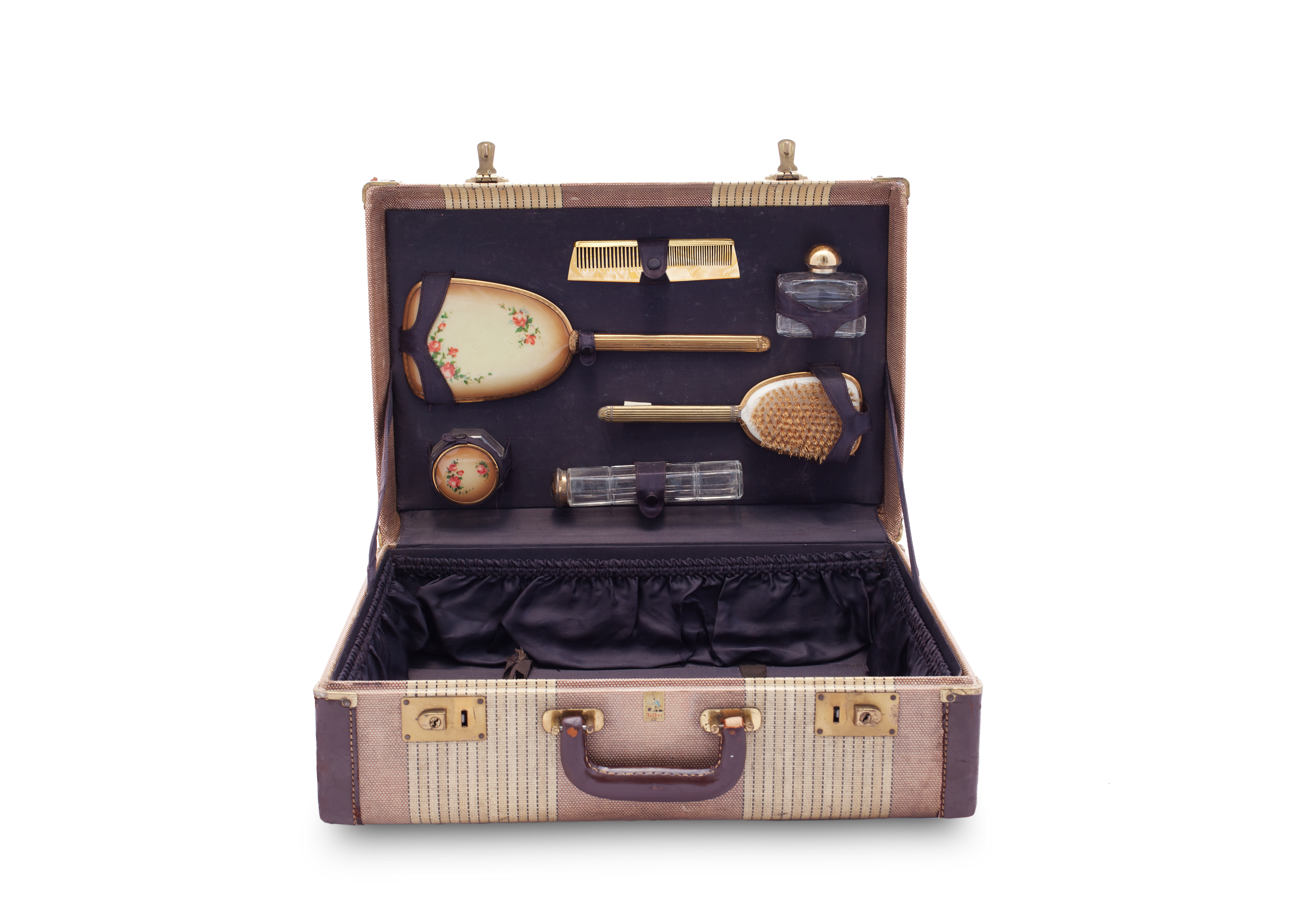
Beauty Case vintage

Il beauty case è una valigia, di piccole dimensioni e di uso femminile, utilizzata per contenere cosmetici e piccoli oggetti per la pulizia e la cosmesi del corpo femminile.

## Sottogeneri
| Tipo                          | Descrizione | Immagine                                                                    |
| ----------------------------- | --- | --------------------------------------------------------------------------- |
| Valigie del pilota            | Contengono i documenti per i voli aerei | Valigetta da pilota, versione in pelle marrone                              |
| Valigetta                     | Serve per il trasporto di documenti amministrativi, da ufficio, eccetera | Valigetta                                                                   |
| Valigette per attrezzi        | Valigie per tecnici o artigiani che contengono strumenti, materiali e attrezzature | Valigetta contenente attrezzi da lavoro, pennarelli e altro materiale       |
| Valigie portavalori           | Valigie protette contro il furto di oggetti di valore | Valigia contenente una coppia di pistole a percussione girevoli             |
| Valigie mediche               | Vengono utilizzate dai medici per conservare gli utensili durante le visite a domicilio                                                                                                 | Borsa medica                                                                |
| Valigie per emergenze         | Contengono materiale per l'assistenza medica a pazienti in casi di emergenza | Valigia di emergenza aperta                                                 |
| Valigie per attività forense  | Valigie per mettere in sicurezza tracce penalmente rilevanti nelle indagini | Valigia della polizia criminale (quartier generale della polizia di Monaco) |
| Valigie per attività museali  | Valigie che contengono supporti didattici trasportabili che hanno lo scopo di presentare e trasmettere oggetti rappresentativi di un argomento specifico del patrimonio culturale       | Valigie per attività museali                                                |
| Valigie "flight" (flightcase) | Valigie usate da musicisti e tecnici di eventi musicali. Sono fabbricati in modo particolarmente robusto per garantire un trasporto sicuro di strumenti musicali, casse audio, eccetera | Flightcase per singoli dispositivi.                                         |
| Valigie per moto              | Valigie removibili costruite in materiale rigido e resistente in modo che possano rimanere fissi sulla moto per contenere oggetti vari utili al viaggio del motociclista                | Moto Guzzi California III con valigia                                       |

## Nella cultura di massa

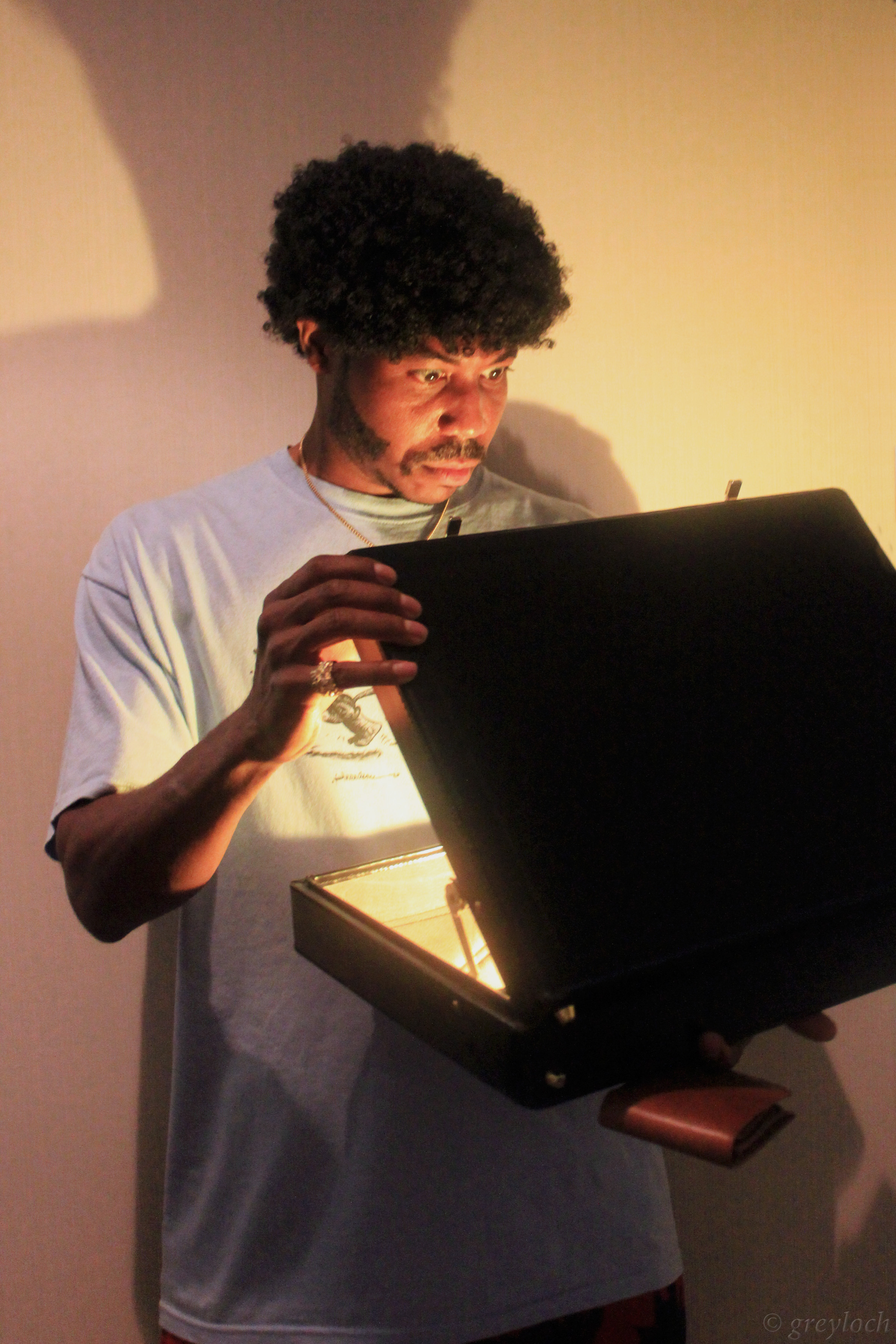
Ricostruzione di una scena di Pulp Fiction: apertura della valigia misteriosa.

Nel film Pulp Fiction il contenuto della valigetta che Vincent e Jules devono recuperare non è mostrato sullo schermo, né viene menzionato; si vede solo l'espressione stupita di chi guarda al suo interno, abbagliato da una luce radiosa e quasi mistica (effetto che fu ottenuto con una lampadina arancione). La sua combinazione è 666, ovvero il numero della Bestia, secondo il capitolo 13 del libro dell'Apocalisse, nel Nuovo Testamento della Bibbia.
Circolarono diverse ipotesi sul suo contenuto; tuttavia, il regista dichiarò trattarsi semplicemente di un "MacGuffin", ovvero un espediente narrativo che enfatizza un particolare, al fine di creare curiosità e suspense. Il coautore Avary aggiunse che la valigetta all'inizio doveva contenere semplicemente diamanti, ma la cosa sembrava troppo scontata.

## Galleria d'immagini

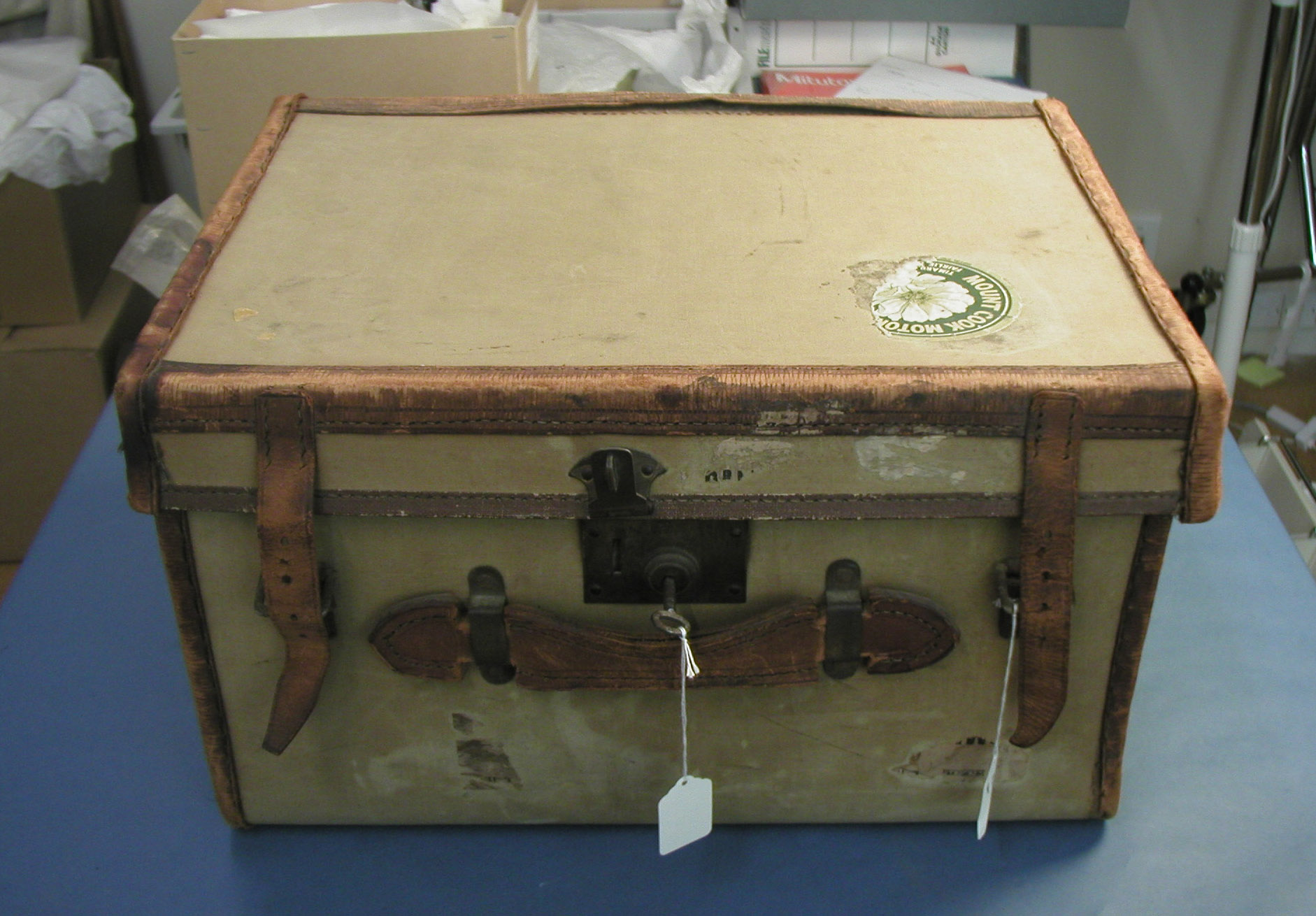
Valigia Farmers Trading Co, 1852
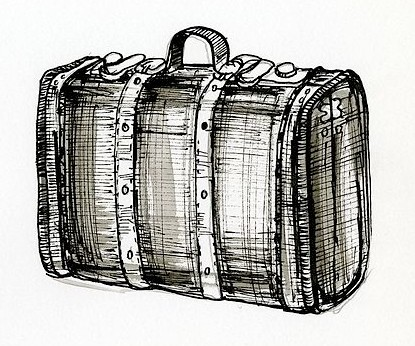
Schizzo di una valigia
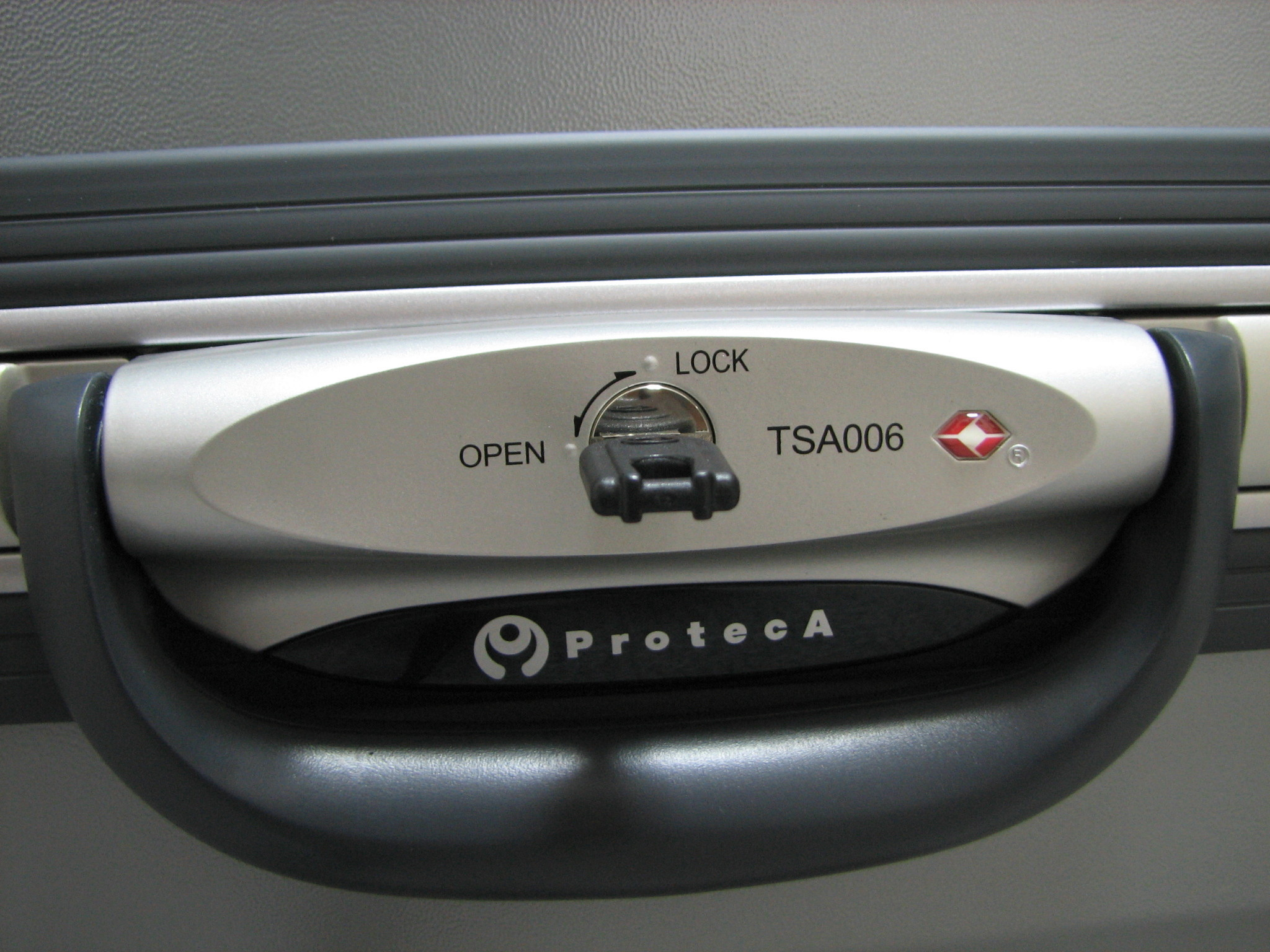
Chiusura moderna di una valigia
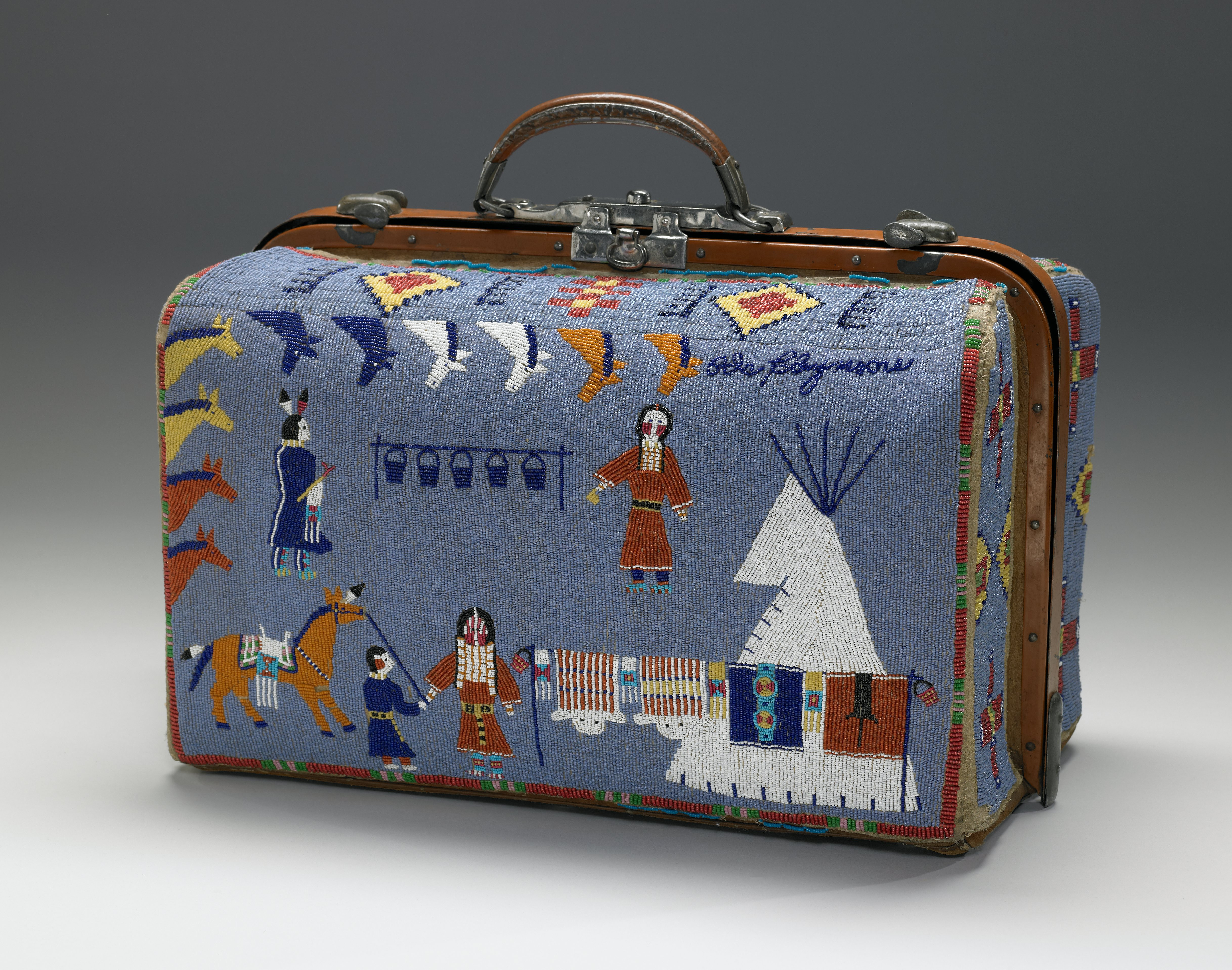
Una valigia di perline, creata tra il 1880 e il 1910 di Nellie Two Bear Gates per il matrimonio di Ida Claymore, sua parente.
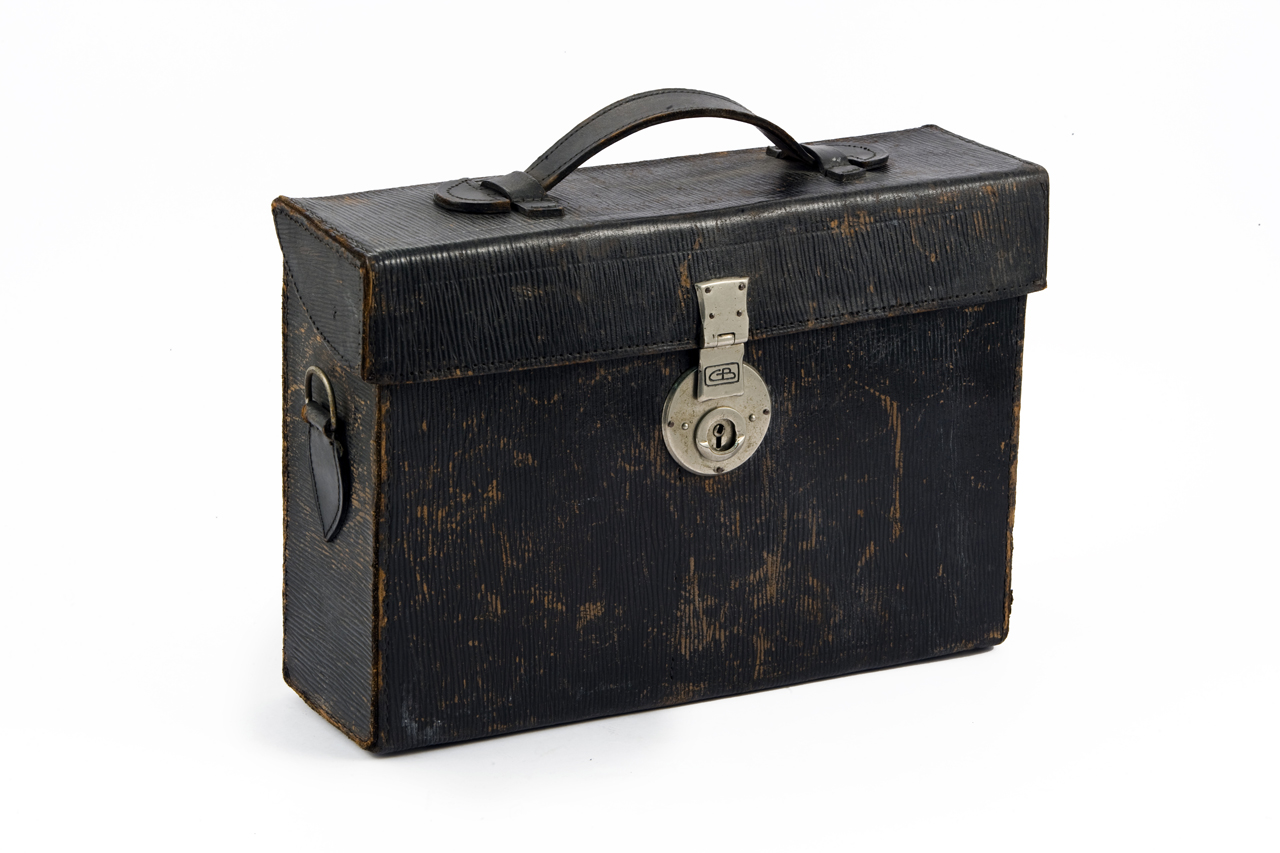
Valigia porta lastre fotografiche
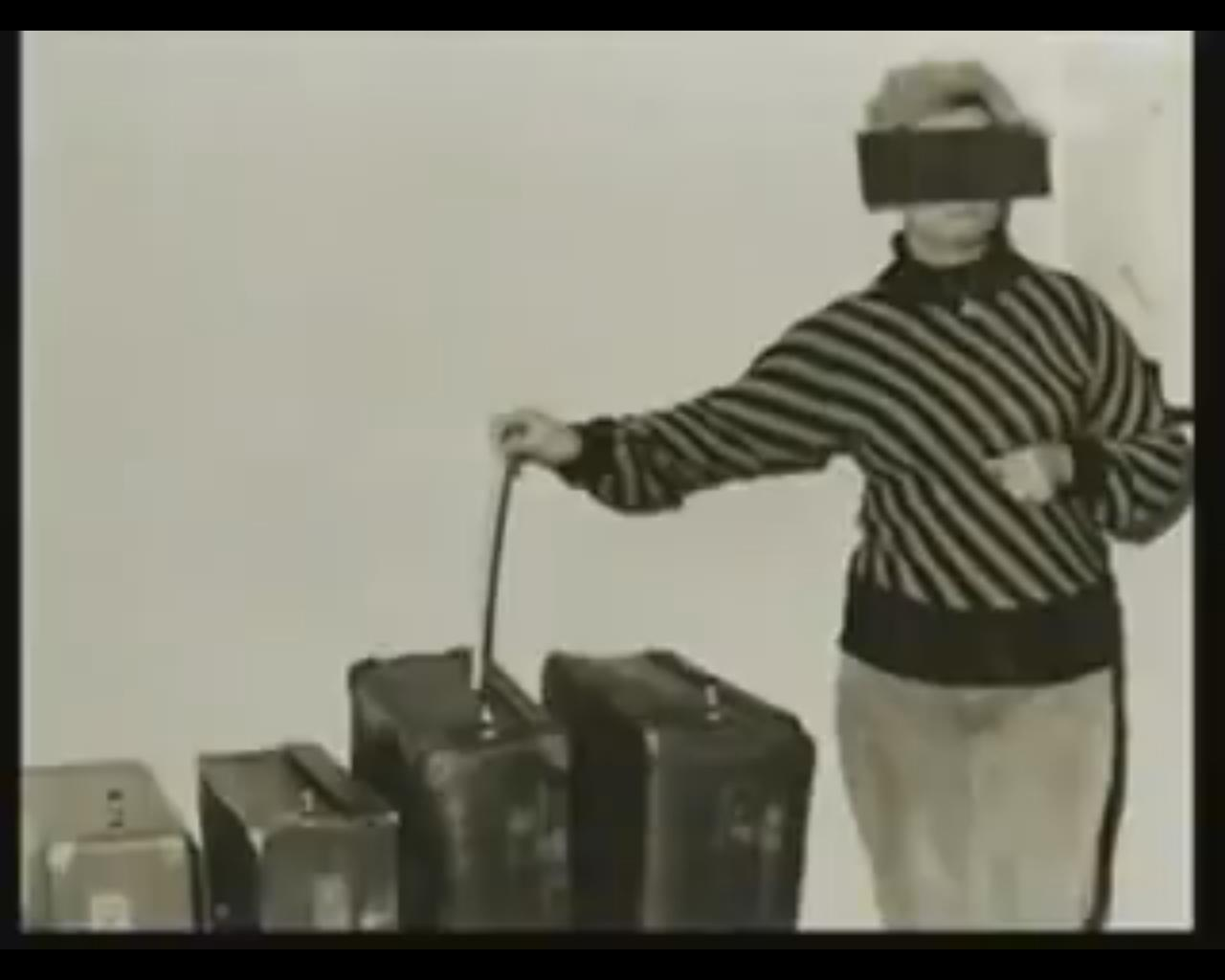
La signora Ingeborg Grüneberg riconosce la sua valigia.
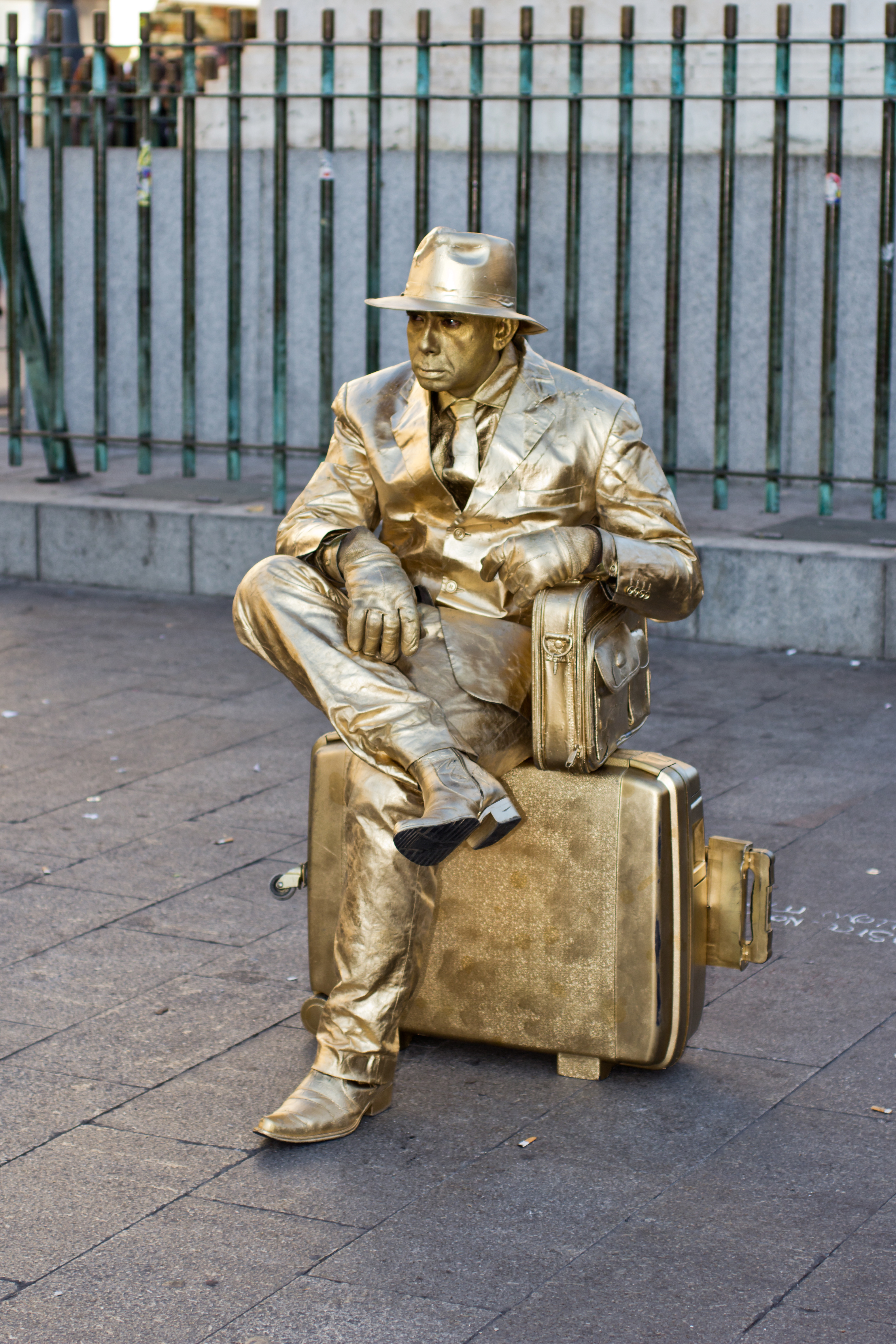
Artista di strada con la valigia
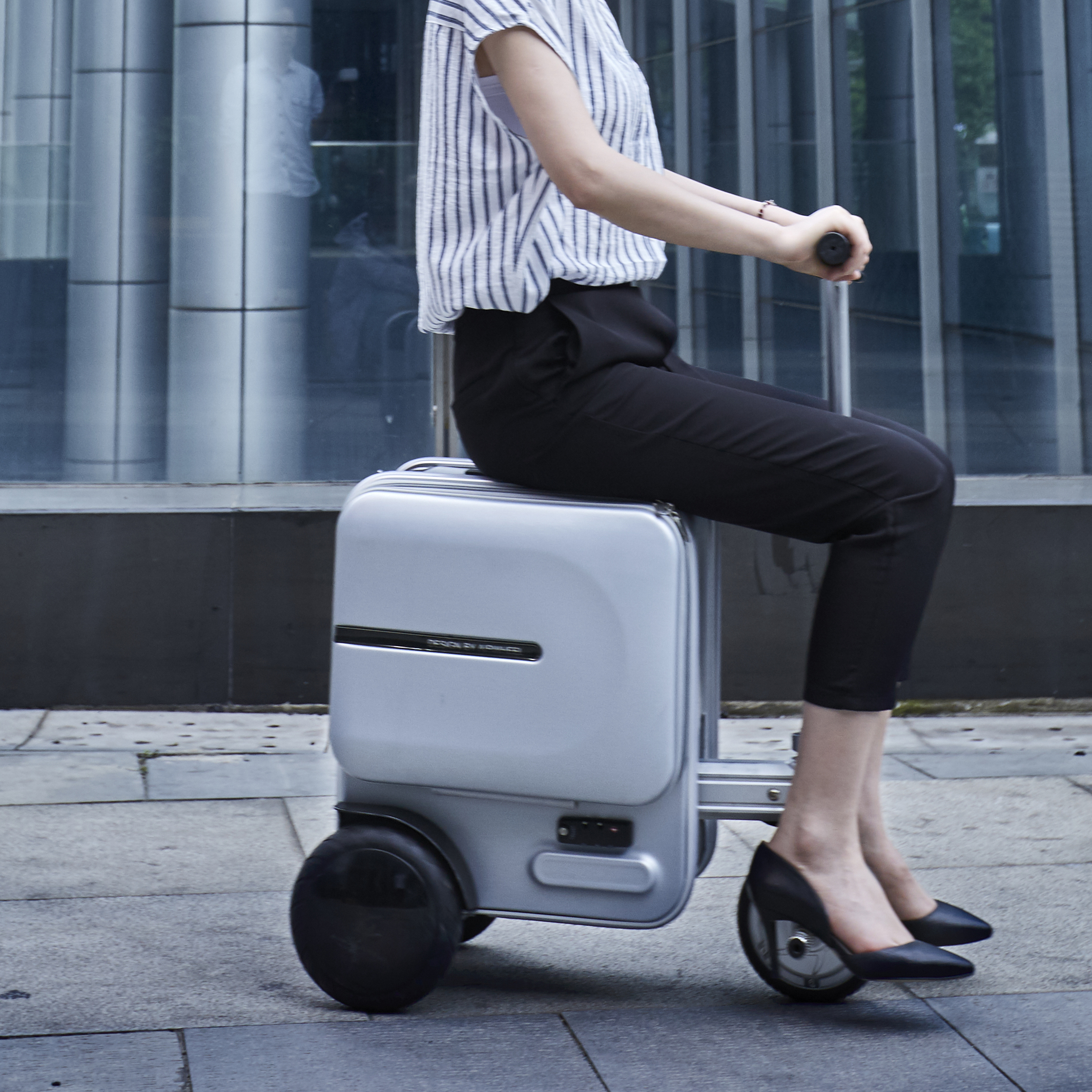
Valigia motorizzata